# Липовка (Оренбургская область)
Ли́повка — село в Бузулукском районе Оренбургской области России. Административный центр муниципального образования сельского поселения Липовский сельсовет.

## География
Село стоит на реке Домашка.

Удалённость от районного центра и ближайшей ж/д станции — 18 км.

Расстояние до областного центра — 270 км.

## Палеонтология
В отложениях раннего триасового периода (нижнеоленёкский подъярус) села Липовка найден ископаемый образец темноспондильной амфибии  Benthosuchus cf. sushkini.

## История
Село основано во второй половине XVIII века безземельными переселенцами из Пензенской и Тамбовской губерний.Основная масса пореселенцев была однодворцами. Название связано с растительным миром, от произрастающих липовых рощиц. История сохранила фамилию ходока, который выбрал место для поселения — Степан Садчиков. В фамилии отражён род занятий. «Садчиком» называлось избранное обществом лицо, которому поручено осмотреть землю под новое поселение, заключить соглашение на пользование ею, и руководить поселением крестьян, «садить» их на землю. Первопоселенцами были люди с фамилиями:Климоновы, Буцких, Целовальниковы. В 1855 году на средства прихожан построена церковь во имя святых Козьмы и Дамиана. В 1873 году в этом селе бывал Лев Николаевич Толстой. 

## Достопримечательности
- Геолого-геоморфологический памятник природы «Верхнедомашкинские овраги». Находится в 4 км к северо-востоку от с. Липовка.
- Обелиск воинам-землякам, погибшим на фронтах ВОВ в 1941—1945 гг.

## Учреждения социальной сферы
- Муниципальное образовательное учреждение «Липовская основная общеобразовательная школа».
- УФПС Оренбургской области филиал ФГУП «Почта России».
- Сельский Дом культуры.
- Имеется фельдшерско-акушерский пункт.